# Esarcato apostolico dei Santi Cirillo e Metodio di Toronto

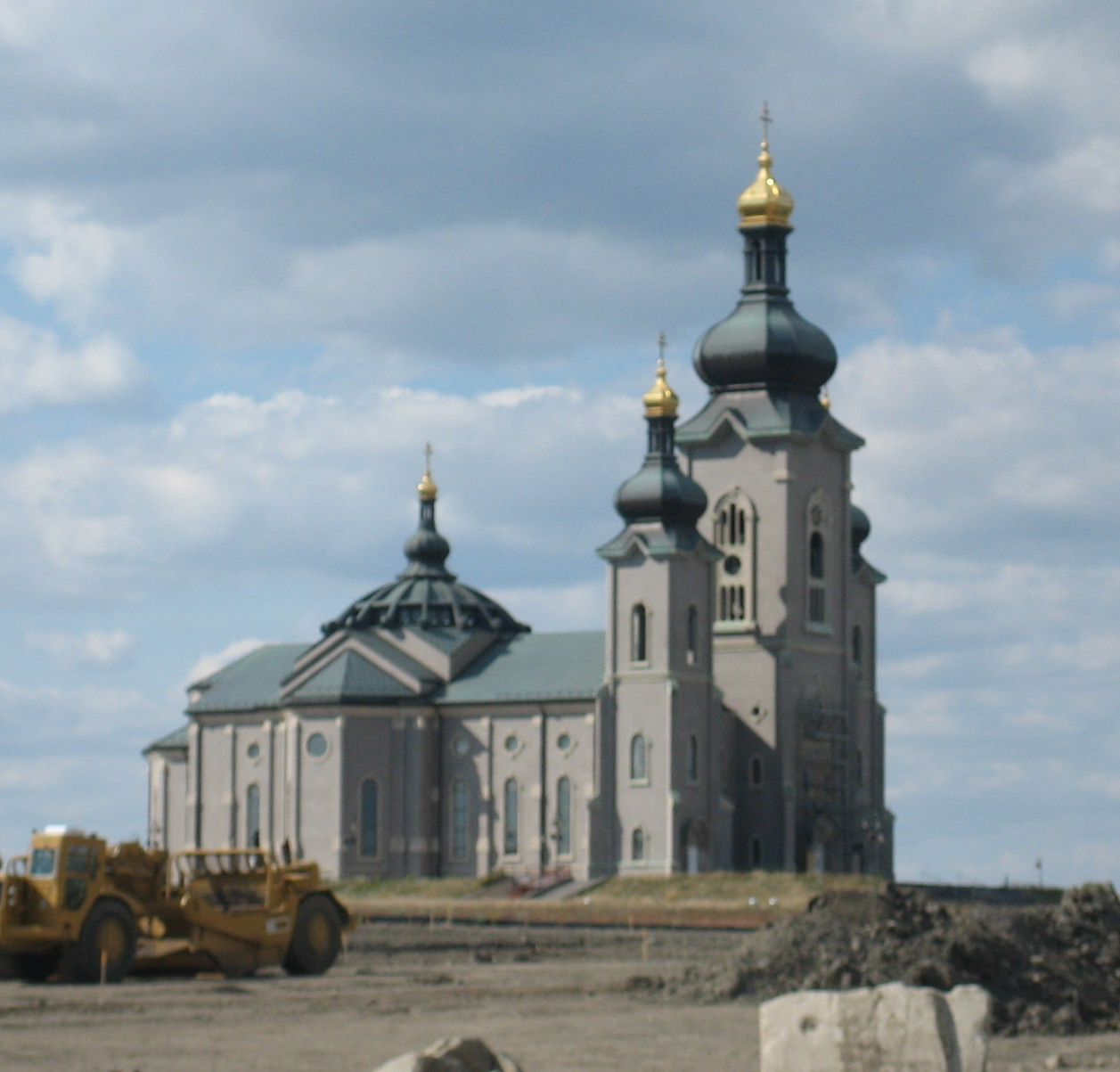
L'imponente edificio della cattedrale della Trasfigurazione, in fase di completamento

L'esarcato apostolico dei Santi Cirillo e Metodio di Toronto degli Slovacchi (in latino: Exarchatus Apostolicus Sanctorum Cyrilli et Methodii Torontini ritus Byzantini) è una sede della Chiesa greco-cattolica rutena in Canada. Nel 2022 contava 3.800 battezzati. La sede è vacante.

## Territorio
L'esarcato apostolico comprende i fedeli della Chiesa greco-cattolica rutena del Canada.
Sede esarchiale è la città di Toronto, dove si trova la cattedrale della Natività della Madre di Dio (Nativity of the Mother of God).
Sono 4 le parrocchie costituite: Natività della Madre di Dio (cattedrale) a Toronto, Assunzione della Beata Vergine Maria a Hamilton, Protezione della Madre di Dio a Oshawa, e San Michele a Windsor.

## Storia
L'eparchia dei Santi Cirillo e Metodio fu eretta il 13 ottobre 1980 con la bolla Apostolicae Sedis di papa Giovanni Paolo II. Originariamente era una sede della Chiesa greco-cattolica slovacca.
Nel 1984 lo stesso papa Giovanni Paolo II benedisse la cattedrale della Trasfigurazione. Tuttavia, in seguito, alcuni dissidi sono emersi tra l'eparca John Stephen Pazak e la fondazione privata che possiede il gigantesco edificio, ancora in fase di completamento. L'eparca ha trasferito la cattedrale nella chiesa di Santa Maria (St. Mary's) in attesa di arrivare ad un accordo con la fondazione.
Il 3 marzo 2022 è stata ridotta al rango di esarcato apostolico, che contestualmente è passato sotto la giurisdizione della Chiesa metropolitana sui iuris di Pittsburgh dei Bizantini.

## Cronotassi dei vescovi
Si omettono i periodi di sede vacante non superiori ai 2 anni o non storicamente accertati.
- Michael Rusnak, C.SS.R. † (13 ottobre 1980 - 11 novembre 1996 ritirato)
  - Sede vacante (1996-2000)[5]
- John Stephen Pazak, C.SS.R. (2 dicembre 2000 - 7 maggio 2016 nominato eparca della Santa Protezione di Maria di Phoenix)[6]
  - Sede vacante (2016-2018)
- Marián Andrej Pacák, C.SS.R. (5 luglio 2018 - 20 ottobre 2020 dimesso)
  - Kurt Richard Burnette,[7] dal 20 ottobre 2020 (amministratore apostolico)

## Statistiche
L'eparchia nel 2022 contava 3.800 battezzati.
| anno | popolazione | popolazione | popolazione | presbiteri | presbiteri | presbiteri | presbiteri                | diaconi | religiosi | religiosi | parrocchie |
| anno | battezzati  | totale      | %           | numero     | secolari   | regolari   | battezzati per presbitero | diaconi | uomini    | donne     | parrocchie |
| ---- | ----------- | ----------- | ----------- | ---------- | ---------- | ---------- | ------------------------- | ------- | --------- | --------- | ---------- |
| 1990 | 30.000      | ?           | ?           | 17         | 17         |            | 1.764                     |         |           |           | 21         |
| 1999 | 20.000      | ?           | ?           | 8          | 5          | 3          | 2.500                     |         | 3         |           | 8          |
| 2000 | 20.000      | ?           | ?           | 9          | 5          | 4          | 2.222                     |         | 4         |           | 8          |
| 2001 | 7.500       | ?           | ?           | 8          | 4          | 4          | 937                       |         | 4         |           | 8          |
| 2002 | 1.500       | ?           | ?           | 8          | 4          | 4          | 187                       |         | 4         |           | 7          |
| 2003 | 5.000       | ?           | ?           | 7          | 4          | 3          | 714                       |         | 3         |           | 7          |
| 2004 | 5.000       | ?           | ?           | 7          | 4          | 3          | 714                       |         | 3         |           | 7          |
| 2009 | 2.500       | ?           | ?           | 8          | 6          | 2          | 312                       |         | 2         |           | 6          |
| 2010 | 2.400       | ?           | ?           | 6          | 4          | 2          | 400                       |         | 2         |           | 6          |
| 2014 | 4.800       | ?           | ?           | 5          | 5          |            | 960                       |         |           |           | 5          |
| 2017 | 3.975       | ?           | ?           | 5          | 5          |            | 795                       |         |           |           | 4          |
| 2020 | 3.850       | ?           | ?           | 4          | 4          |            | 962                       |         |           |           | 4          |
| 2022 | 3.800       | ?           | ?           | 3          | 3          |            | 1.266                     |         |           |           | 4          |